# Coalició Nacional Democràtica
La Coalició Nacional Democràtica fou una aliança de partits polítics kurds de Síria, formada el 2001 sota la direcció de Muhammad Marwan al-Zarki.